# 道の駅和紙の里ひがしちちぶ
道の駅和紙の里ひがしちちぶ（みちのえき わしのさと ひがしちちぶ）は、埼玉県秩父郡東秩父村にある東秩父村道1-1号線の道の駅である。
東秩父村は隣接する比企郡小川町と並び、ユネスコ無形文化遺産に登録されている細川紙（小川和紙）の産地として知られている。1985年（昭和60年）度に開始された和紙の里整備事業により、細川紙に関する施設として開設された「東秩父村和紙の里」をリニューアルし、道の駅として登録された。
細川紙の見学、紙すき体験などを行っている。中央の和紙センターのほか、ふるさと文化伝習館、細川紙紙漉家屋（江戸末期の紙すき農家を移築）、研修会館、ギャラリー、和紙の里特産品直売所などから構成される。隣接して彫刻の森、そば打ち体験工房がある。

## 施設
- 駐車場

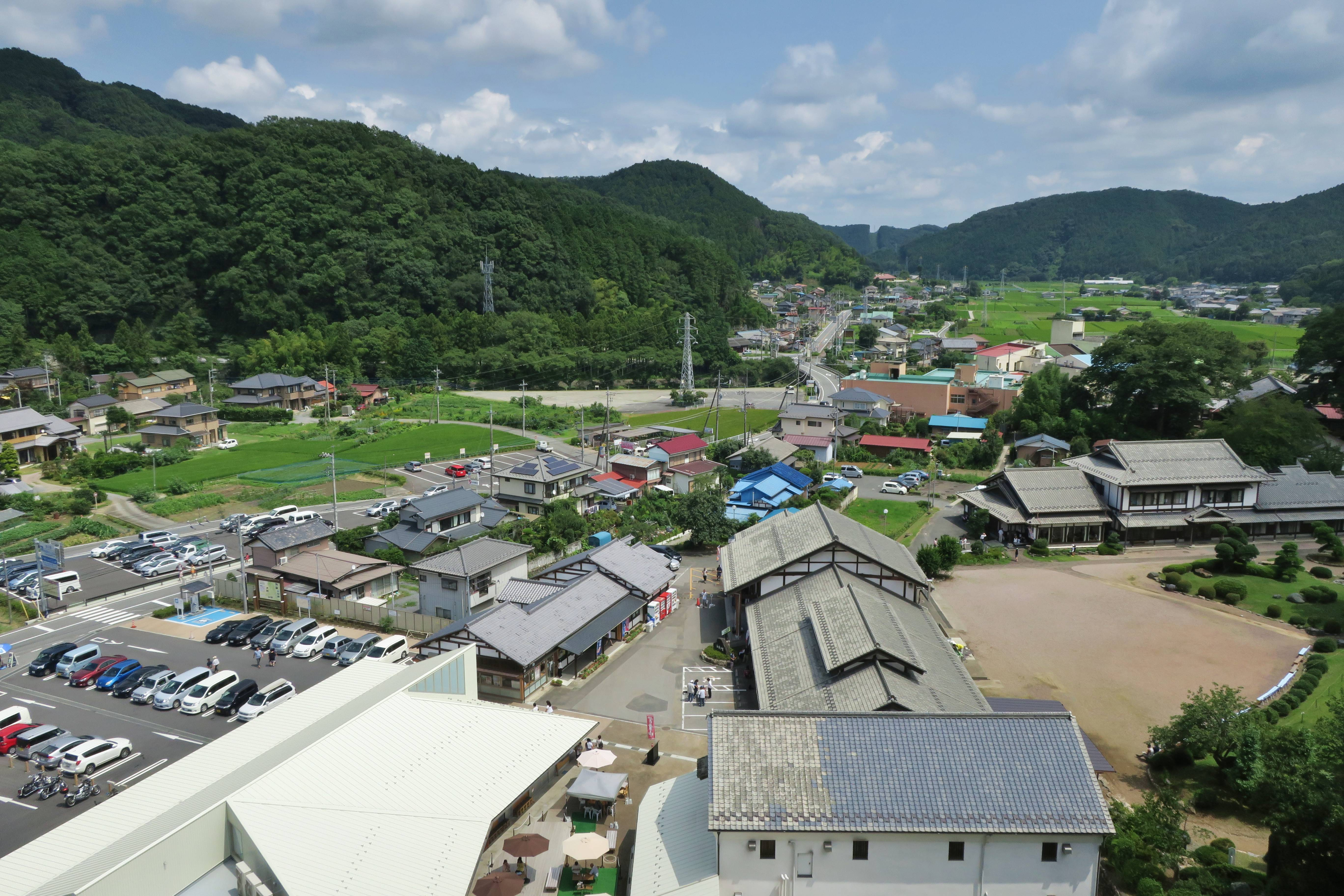
彫刻の森展望台より見下ろす

  - 普通車 130台、大型 7台、身障者用 2台
- トイレ
  - 男5、女5、身障者用1
- トータルサポートセンター
- 店舗、売店

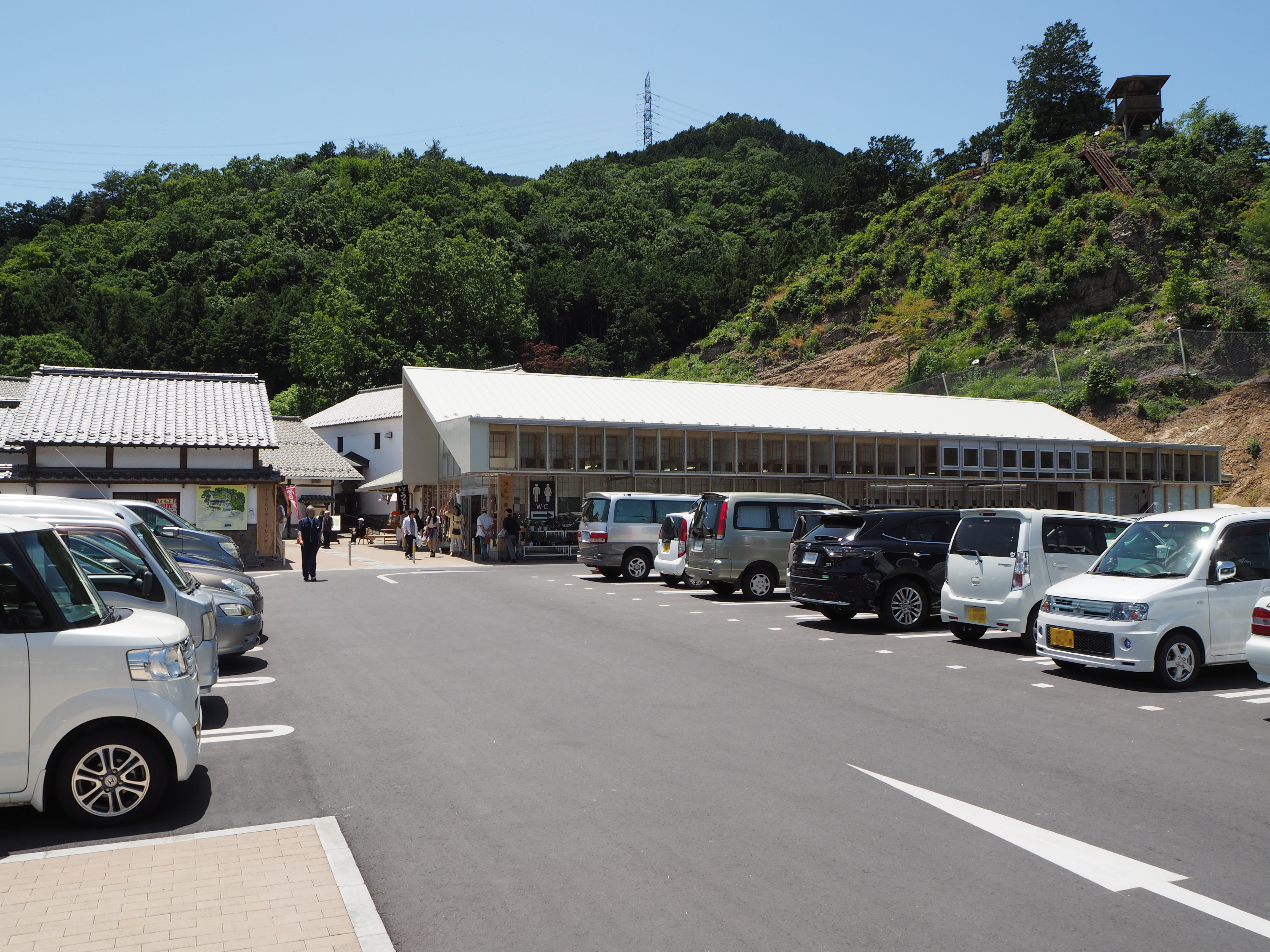
JA埼玉中央東秩父農産物直売所
- 日本庭園
- レストラン
- ふるさと文化伝習館
- 和紙の里製造所
- 細川紙紙すき家屋
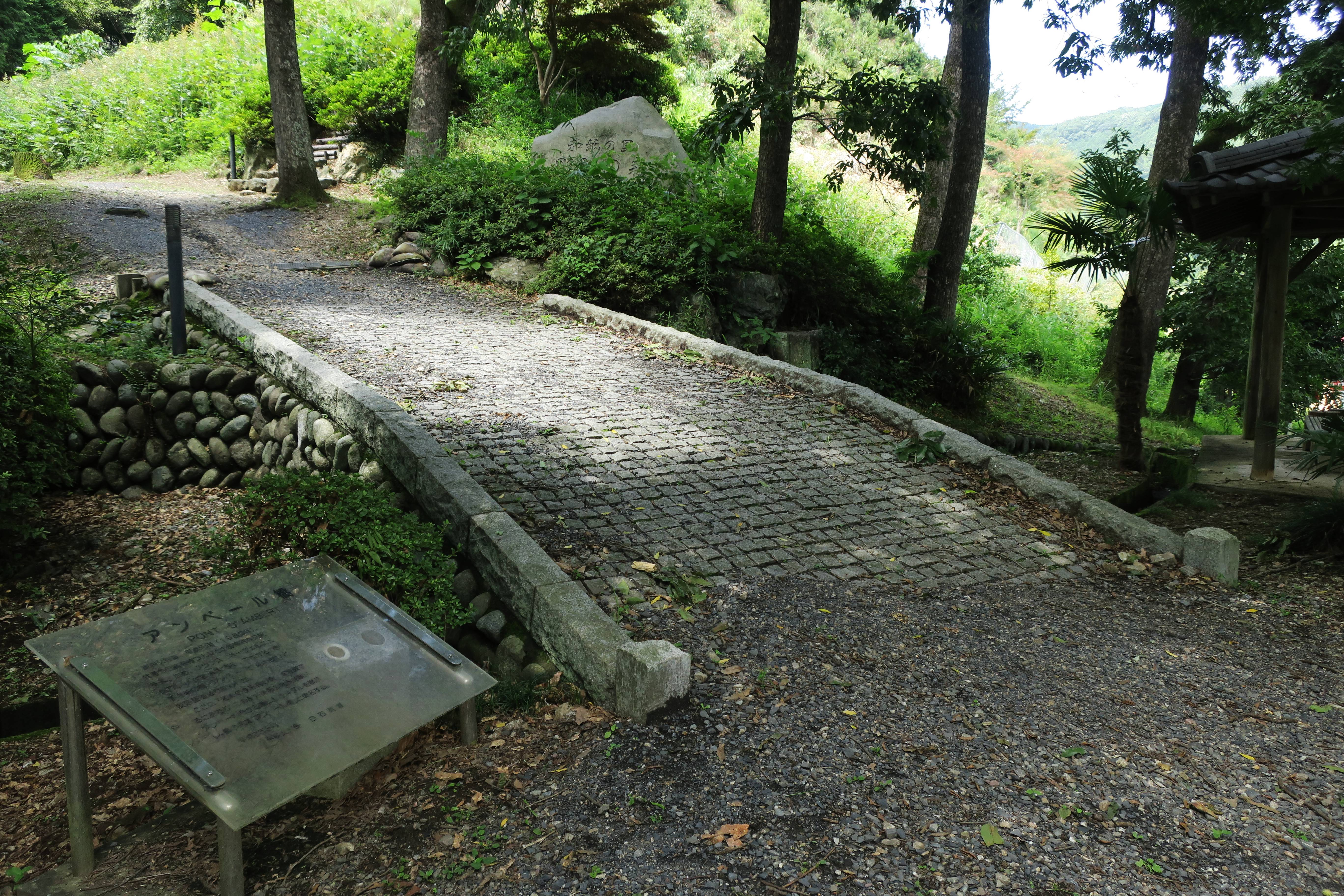
アンベール橋
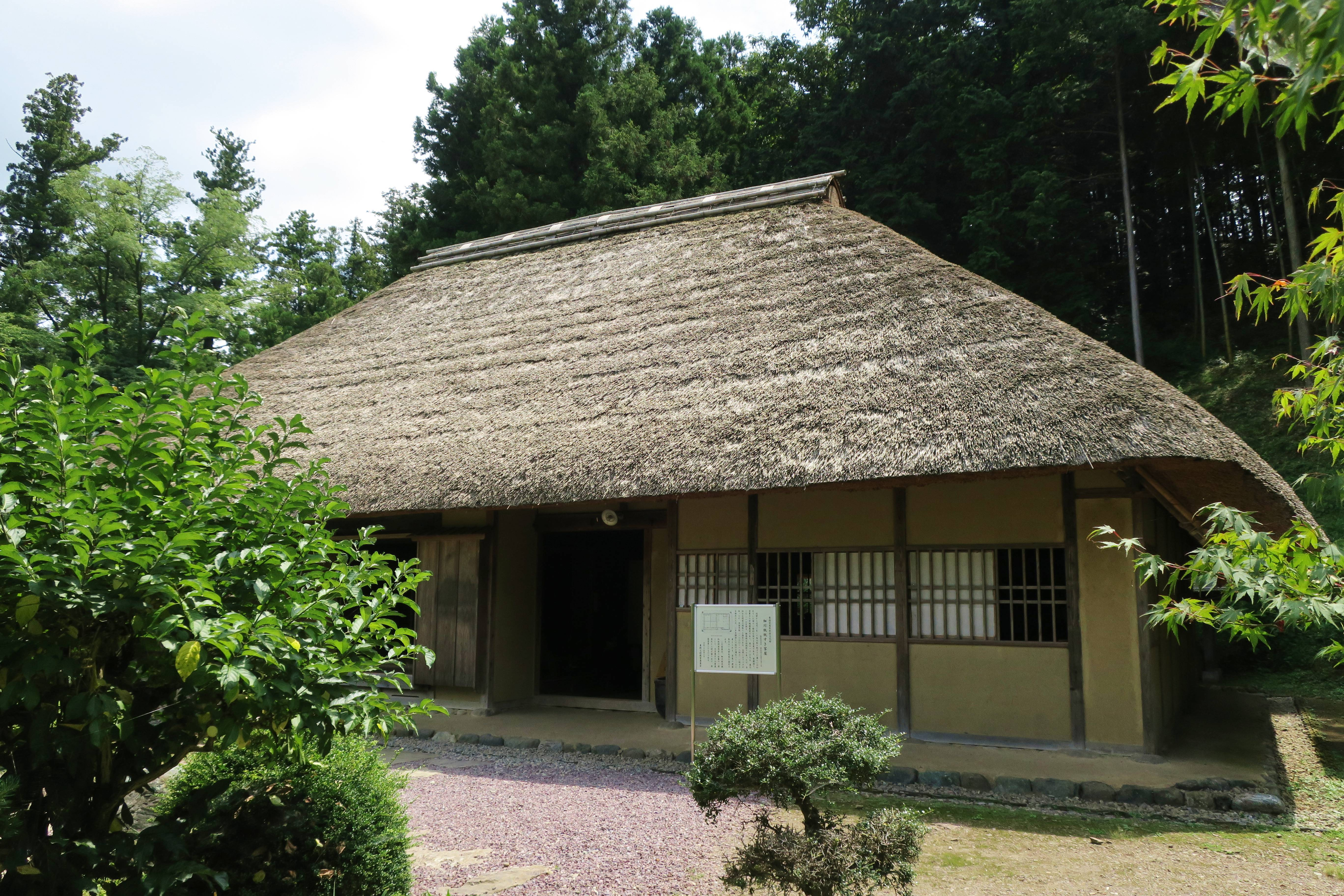
細川紙紙すき家屋
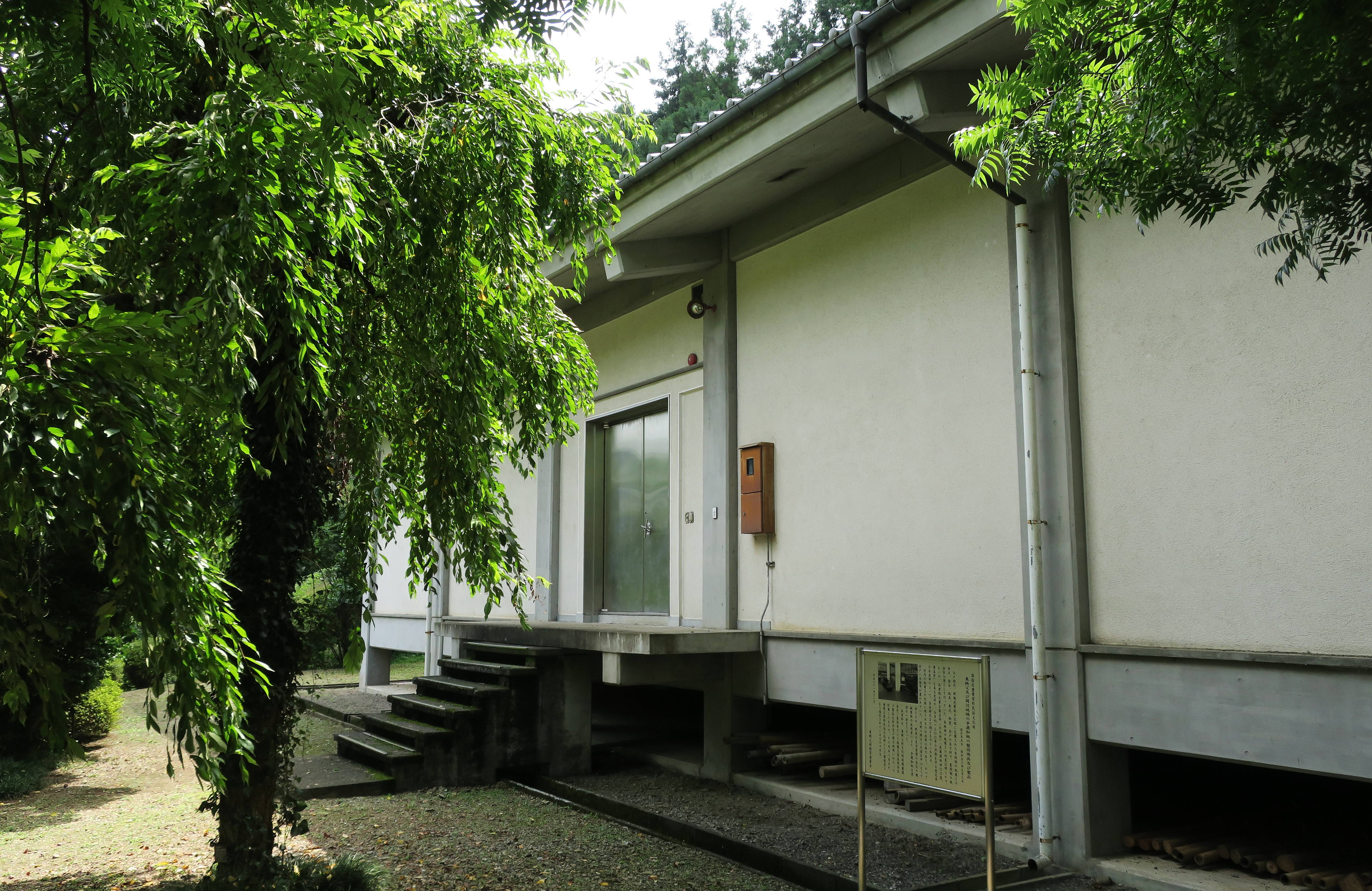
文化財収蔵庫

- 彫刻の森
- そば打ち体験工房

- 駐車場より農産物直売所
- アンベール橋
- 細川紙紙すき家屋
- 文化財収蔵庫

## 休館日
- 12月31日 - 1月3日

## アクセス
- 東秩父村道1-1号線
- 小川町駅より路線バス（イーグルバス）W01・W02系統／寄居駅より路線バス（イーグルバス）W03系統で、和紙の里バス停下車（敷地内バスターミナル「まちわび」発着）
- 関越自動車道嵐山小川インターチェンジから15分

## 周辺
- 兜川
- 東秩父村役場
- 埼玉県道11号熊谷小川秩父線